# Ral per duro
Ral per duro és una comèdia en tres actes i en vers, original de Joan Molas i Casas, estrenada per primera vegada pel Teatre Català instal·lat al teatre Romea de Barcelona, la nit del 15 de gener de 1880.
L'acció té lloc al despatx d'una caixa de préstecs.

## Repartiment de l'estrena
- Roseta: Mercè Abella.
- Pepeta: Rosalia Soler.
- Senyor Oleguer:  Lleó Fontova
- Don Geroni: Iscle Soler.
- Ricard: Hermenegild Goula.
- Eusebi: Frederic Fuentes.
- Senyor Ramon: Joaquim Pinós.
- Senyor Anton: Jacint Sarriera.
- Don Pau: N. Valls.
- Quim: Anton Serraclara
- Artur: Emili Casas
- Actuari del Jutjat: Jacint Serra.
- Homes, dones, concurrents a la subhasta, polissons, agutzil del jutjat, etc.